# Elleham

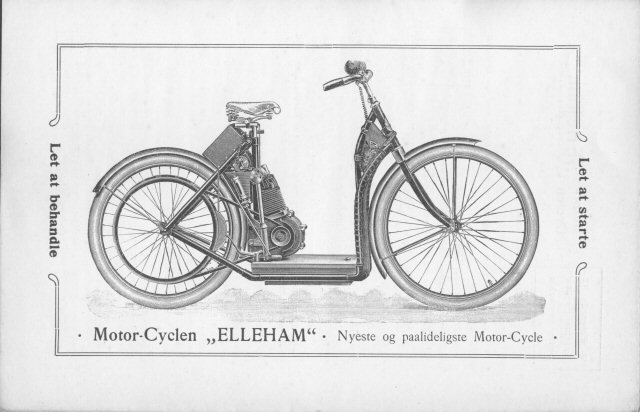
Elleham, 1904

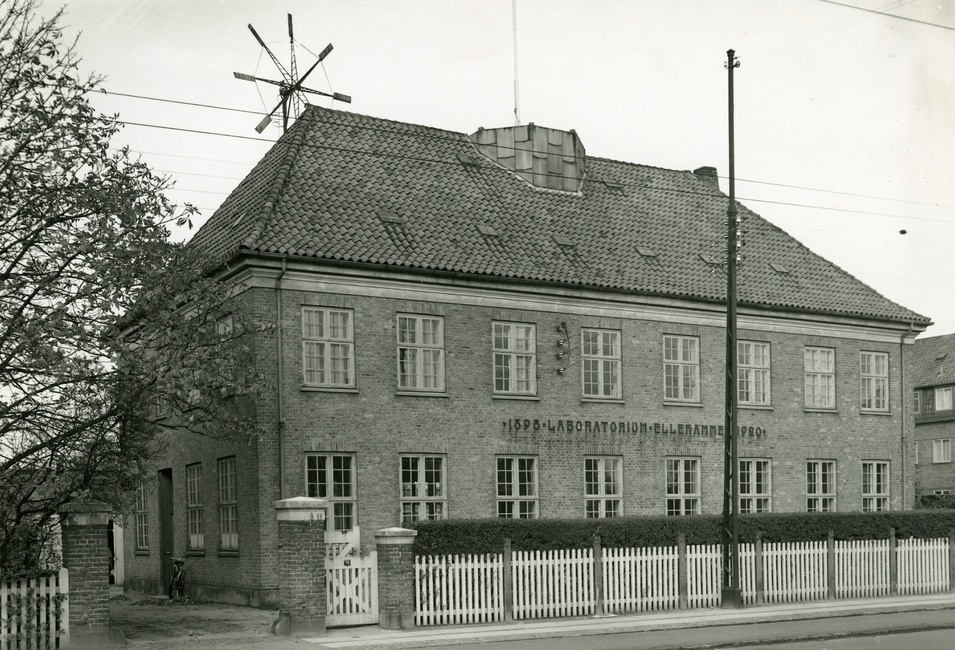
Ehemalige Fabrik Ellehammer A/S

Elleham war eine dänische Motorradmarke, die von J.C.H. Ellehammer in Bakkebølle, Sydsjælland produziert wurde. 
Die rollerartige Konstruktion des Leichtkraftrades  wird von einem Einzylinder-Benzin-Motor unter dem Sattel über einen Riemenantrieb mit Kupplungsgetriebe zum Hinterrad angetrieben. Unter dem Sattel befindet sich auch der Benzintank. Die Bremsanlage besteht aus einer sogenannten Klotzbremse, einem Pedal, das über ein Gestänge zum Bremsbacken auf dem Riemenrad am Hinterrad gedrückt wird. Der Elleham wurde nicht mit Knieschluss gefahren, das heißt, es gibt einen Durchstieg zwischen Fahrersitz und der Vordergabel. 
In der Zeit von 1904 bis 1914 wurden rund 1000 Exemplare bei der Firma Ellehammer A/S für private Nutzer, für das dänische Militär und die Post in Dänemark gefertigt. Einige wenige Modelle sind heute noch fahrbereit und befinden sich auch in Fahrzeugmuseen. Ellehammer erfand auch einen speziellen Vergaser, der die Verwendung von Kerosin bei Benzinmotoren ermöglichte. Es gab auch eine Dreirad-Version, die einen Kofferaufbau als Seitenwagen trug. Die ersten Elleham Modelle wurden mit französischen Peugeot-Freres Motoren und Zedell Motoren aus der Schweiz ausgestattet. Im Jahr 1907 begann Ellehammer Motoren aus eigener Entwicklung zu verwenden. Der Peugeot Motor wurde jedoch bis zum Produktionsende 1914 weiter verwendet.